# Otočje Plavnikovje
Otočje Plavnikovje (rus. острова Плавниковые) je skupina otoka u istočnoj regiji Karskog mora, uz obalu Sibira. Ovi su otoci prekriveni vegetacijom tundre i ima mnogo jezera i močvara. Veći dio godine su pod snijegom i ledom.
Najveći otoci otočja Plavnikovje su otoci Pestsovi i Krugli. Većina tih otoka nalazi se manje od 10 km zapadno od duboko razvedene obale poluotoka Tajmir. Ali drugi, poput otoka Vardroppera, daleko su od obale. Istočna skupina otoka, uključujući Kosterinu i Pestsovi, također je poznata kao Vhodnje otoci.
Otočje Plavnikovje se nalazi južno od malog poluotoka Kolosovih. Geološki su dio otočja Minina, složene formacije koja uključuje otočje Kolosovih sjevernije. Ova skupina otoka nalazi se između 73° 15' i 74° 40' N i između 84° i 86° 30' E.
More koje okružuje otočje zimi je prekriveno ledom, a klima je oštra, s ljutim i dugim zimama. Okolno je more čak i ljeti blokirano ledom.
Ova skupina otoka pripada administrativnoj podjeli Krasnojarskog kraja Ruske Federacije. Također je dio Velikog arktičkog državnog rezervata prirode, najvećeg rezervata prirode u Rusiji.
Otočje Plavnikoje ne treba brkati s otočjem Plavnikovi (Ostrov Plavnikovy), uz zapadne obale Sjeverne zemlje, također u Karskom moru.